# Institut supérieur des arts multimédia de La Manouba
L'Institut supérieur des arts multimédia de La Manouba (ISAMM) est un institut tunisien de formation dans le domaine des technologies de l'information et de la communication, particulièrement dans celui du multimédia. Rattaché à l'université de La Manouba, il est membre de l'Université internationale du multimédia.

## Formation
Les principaux axes de formation sont l'informatique et le multimédia, l'art visuel, la communication et le multimédia, le cinéma et l'audiovisuel. On y vise la licence appliquée en multimédia, son, communication, art et médiation, etc.
L'institut propose aussi des masters professionnels, tels que celui en ingénierie des médias ou en image numérique, et des cycles d'ingénieur en informatique fondamentale. La formation de ces cycles se divise en deux options :
- Technique du web ;
- Imagerie numérique et réalité virtuelle.

Durant l'année universitaire 2013-2014, ces options sont unifiées pour constituer une formation d'informatique fondamentale avec option multimédia.

## Personnalités

### Étudiants
- Yassine Ben Gamra (1985- )

### Enseignants
- Chiraz Latiri (1972- )